# Парну (река)
Парну (ест. Pärnu jõgi) река је у Естонији која протиче западним делом земље преко територија округа Јарвама и Парнума. Са дужином тока од 144 km друга је по величини река у Естонији. Улива се у Парнуски залив Ришког залива Балтичког мора код града Парнуа. Површина басена реке Парну је 6.910 km², док је просечан проток у зони двадесетак километара узводно од ушћа око 48,2 m³/s.
Свој ток започиње у крашком побрђу Пандивере у централном делу земље и углавном тече у смеру запада. Њене најважније притоке су оне које се уливају дуж леве обале, а већина њих извире на подручју побрђа Сакала. Најважније притоке су Пранди, Навести, Халисте, Реју и Сауга.
На њеним обалама леже градови Парну, Синди и Тири.
На реци је саграђено 11 мањих устава којима се регулише ниво воде у њој, а њене воде покрећу турбине неколико мањих хидроелектрана.